# جاسم سوادی
جاسم سوادی (عربی: جاسم سوادي فياض؛ زادهٔ ۱۵ دسامبر ۱۹۷۵) یک ورزشکار اهل عراق است.
از باشگاه‌هایی که در آن بازی کرده‌است می‌توان به الکهربا، الزورا، نیروی هوایی عراق، الزورا، نیروی هوایی عراق، باشگاه فوتبال مکلسفیلد تاون، الشرطه، نیروی هوایی عراق، نجف، و تیم ملی فوتبال عراق اشاره کرد.
وی همچنین در تیم ملی فوتبال تیم ملی فوتبال عراق بازی کرده است.